# Prison de Tihar
Pour les articles homonymes, voir Tihar (homonymie).
La prison de Tihar est un centre pénitentiaire situé à 7 km à l'ouest de New Delhi en Inde, dans le village de Tihar (en). Elle est considérée comme la plus vaste prison d'Asie du Sud avec plus de 12 000 détenus. Inaugurée en 1958, elle constitue en réalité un complexe d'environ 30 hectares, comprenant neuf unités, ainsi que la prison du district de Rohini,.

## Histoire
Jusqu'en 1966, Tihar fut la prison de haute sécurité de l'État du Pendjab, jusqu'à ce que celui-ci fasse l'objet d'un redécoupage administratif. Elle fut alors rattachée au Territoire de la Capitale nationale de Delhi.

## Détenus notables
Le tueur en série français Charles Sobhraj, y passera 21 ans avant d'être libéré le 17 février 1997. Durant sa détention, Sobhraj soudoya tous les gardiens et mena la belle vie (télévision, téléphone, repas choisis). Il réussira même à s'échapper de la prison en offrant des sucreries et des raisins bourrés de somnifères à toute son unité carcérale (ceci afin d'éviter son extradition vers la Thaïlande où il risquait la peine de mort). Il sera néanmoins repris deux semaines plus tard à Goa et sera renvoyé à Tihar.